# Camp de prisonniers de guerre de Featherston
Le camp de prisonniers de guerre Featherston était un camp de soldats japonais capturés au cours de la Seconde Guerre mondiale. Établi à Featherston en Nouvelle-Zélande, il est connu pour l'incident de 1943 au cours duquel 48 Japonais et un Néo-Zélandais furent tués. Le camp avait été établi pendant la Première Guerre mondiale comme camp d'entraînement militaire.
Il avait également été utilisé comme camp d'internement de 1918 à 1920, quand 14 internés allemands y étaient restés.

## Contexte

### Première Guerre mondiale
Le camp militaire Featherston à Wairarapa, en Nouvelle-Zélande, était utilisé pour former des soldats pour l'armée néo-zélandaise. Après l'armistice du 11 novembre 1918, le chef d'état-major, le colonel Charles Gibbon, prit le commandement du camp militaire de Featherston, où 5 000 soldats néo-zélandais s'étaient révoltés après leur enrôlement,.

### Camp de prisonniers de guerre japonais

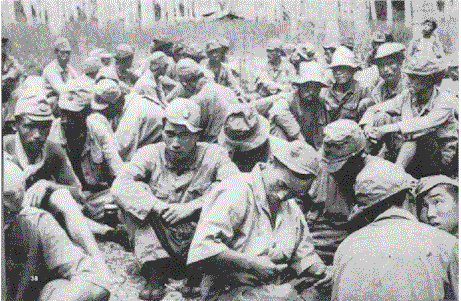
Prisonniers de guerre japonais à Guadalcanal.

À la demande des États-Unis, en septembre 1942, le camp de l'armée à Featherston est rétabli en camp de prisonniers de guerre. Le premier commandant était le major RH Perrett. Le lieutenant-colonel DH Donaldson lui succéda à la mi-décembre 1942. Les services médicaux ont été fournis par un hôpital de 40 lits, qui a accueilli son premier patient le 24 avril 1943. Environ 900 prisonniers de la campagne de Guadalcanal ont été hébergés dans le camp, dont beaucoup étaient des conscrits. L’officier supérieur japonais du camp était le lieutenant S Kamikubo de la marine impériale japonaise.
Les prisonniers comprenaient deux groupes; le groupe le plus important était composé de Coréens et de membres des unités de travaux forcés qui travaillaient à Henderson Field (Guadalcanal) ; le groupe plus restreint était composé d'environ 240 officiers et d'autres rangs de l'armée, de la marine et de l'aviation impériales japonaises. Environ la moitié de ce second groupe était composée de l’équipage du croiseur japonais Furutaka, coulé lors de la bataille du cap Espérance. Les 19 membres d'équipage survivants du destroyer Akatsuki ont également été emprisonnés ici.

## Camp
Le camp était divisé en quatre zones, avec les Coréens et les ouvriers dans la première zone, les membres des forces armées japonaises dans la deuxième et les officiers et autres dans les troisième et quatrième. Les prisonniers vivaient dans de petites cabanes de l'armée, avec huit hommes pour une hutte.
Les officiers ont reçu une tenue de combat de l'armée néo-zélandaise, teinte en bleu, et un chapeau en feutre de l'armée néo-zélandaise, également teint en bleu. Les autres rangs ont reçu des uniformes teint en bleu de la Première Guerre mondiale avec un patch kaki en forme de diamant cousu à l’arrière de la veste ainsi qu’aux devant et derrière de la cuisse droite du pantalon. Des bottes étaient également fournies.

## Émeute

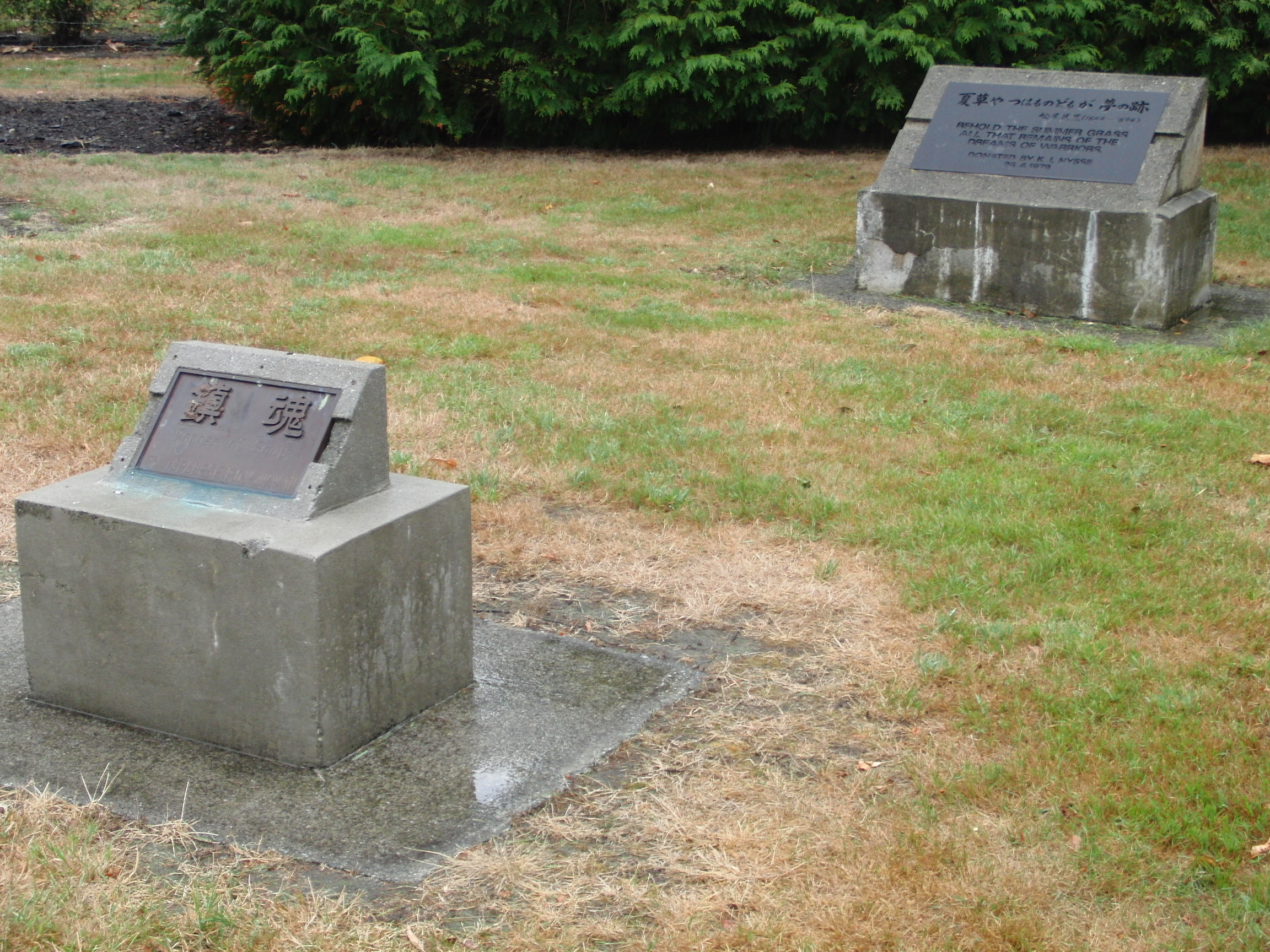
Plaques commémoratives sur le camping.

L'événement le plus tristement célèbre du camp eut lieu le 25 février 1943 lors d'un sit-in d'environ 240 prisonniers dans l'enceinte no 2, qui refusèrent de travailler. La séquence exacte des événements est controversée, mais le sous-lieutenant japonais Adachi a été blessé par balle par l'adjudant du camp. Cela a conduit les prisonniers à charger ou à accuser les gardes, qui ont ouvert le feu avec des fusils, des mitraillettes et des pistolets. Une rafale de 15-30 secondes (les comptes diffèrent) a tué 31 prisonniers et 17 autres ont été tués (sur un total de 48) et plus de 70 blessés. Du côté néo-zélandais, le soldat Walter Pelvin a été tué par un ricochet après une série de coups de feu. Plusieurs autres soldats ont été blessés par des pierres.
Une cour militaire a imputé la majeure partie de l'incident aux prisonniers mais a estimé qu'il fallait remédier aux différences culturelles qui ont contribué à l'incident. Parmi les problèmes évoqués, il y avait le fait que les Japonais ne savaient pas qu'en vertu de la Convention de Genève de 1929 sur les prisonniers de guerre, le travail obligatoire était autorisé, même si le Japon n'avait ni signé ni accepté la convention[réf. souhaitée].
Il s'agit des seuls combats menés sur le sol de la Nouvelle-Zélande durant la Seconde Guerre mondiale.

## Vie dans les camps
Chacun des quatre complexes avait son propre chef et des assistants. Les dirigeants étaient responsables de l'ordre et de la propreté de leur complexe, ainsi que de l'organisation du personnel pour des tâches spécifiques. Les dirigeants communiquaient les plaintes ou préoccupations des prisonniers au commandant du camp.
Les prisonniers ont construit un mémorial inscrit en japonais à leurs fidèles défunts devant l'une des cabanes. Le mémorial a été décrit comme une très belle œuvre réalisée en pierre rougeâtre. La base était faite de pierres incrustées dans du béton avec un bloc de pierre grossier et oblong avec un panneau frontal lissé comme tablette. Ce panneau recevait l'inscription japonaise.
En dehors de la plupart des huttes, les prisonniers cultivaient de petits jardins où poussaient des fleurs et des légumes. Certains prisonniers ont aménagé un court de tennis dans une zone, nivelant le sol et fabriquant des filets et des raquettes à partir de matériaux de rebut. Les sets de Mahjong ont également été sculptés dans du bois.
Les prisonniers ne portaient ni leurs chaussures ni leurs bottes dans les cabanes, mais construisaient de petites zones de stockage à l'intérieur des entrées des cabanes. Certains ont fabriqué des rideaux pour les couchettes inférieures à partir de matériaux de rebut et d'autres ont fabriqué de petits casiers pour leurs effets personnels.

## Rapatriement

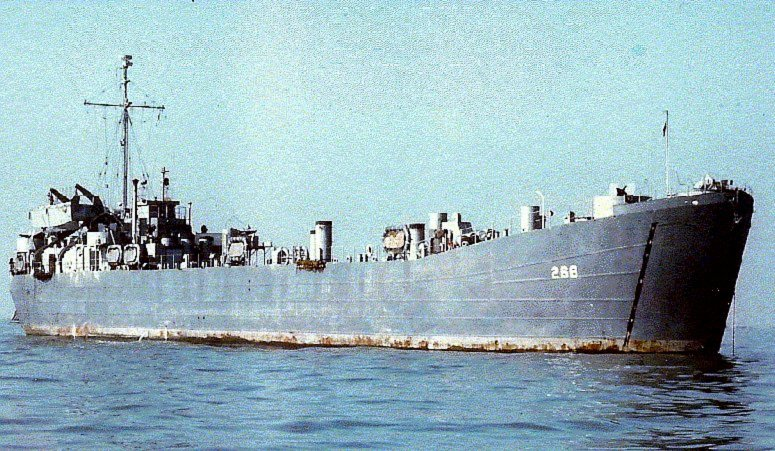
Le navire de débarquement LST-273 ou LST-275.

À l'approche de la fin de la guerre, les prisonniers s'inquiétaient de leur position future dans la société japonaise. Un article de presse a déclaré que leur peuple était considéré comme mort.
En septembre 1944, les prisonniers déclarèrent à un inspecteur neutre qu'il était nécessaire de prendre des dispositions pour leur permettre de revenir en tant que citoyens honorables ou de leur accorder l'asile sur une île du Pacifique. Ils ont dit que si quelque chose ne pouvait pas être fait, un suicide de masse pourrait en résulter. Après la fin de la guerre, ils craignaient également d'être attaqués en Nouvelle-Zélande à cause des conditions dans les camps de prisonniers de guerre japonais[réf. nécessaire].
Les prisonniers ont été transportés dans deux trains de Featherston à Wellington et sont partis le 30 décembre 1945 vers le Japon à bord de deux grands navires de débarquement de chars américains, LST 273 et LST 275, placés sous le commandement du capitaine de vaisseau RP Rudolph. Les navires se sont arrêtés à Guadalcanal lors du voyage de retour, où les Japonais ont organisé une cérémonie en souvenir de leurs morts. Ils ont débarqué à Uraga, Kanagawa, le 4 février 1946.

## Mémoire
Une plaque commémorative perpétue le souvenir de l'émeute, ainsi qu'une allée où sont plantés 68 cerisiers. En 2001, ils sont en partie vandalisés. En 1991, le maire de Featherston reçoit une décoration des autorités japonaises pour son investissement dans la réconciliation des deux pays. Un projet d'aménagement de cimetière japonais a été à l'étude mais fut abandonné, en raison de son coût financier et de l'opposition d'anciens soldats.
L'épisode de l'émeute a inspiré un roman historique à la Néo-Zélandaise Susan Brocker, Dreams of Warriors (2010) et une pièce de théâtre à Vincent O'Sullivan, Shuriken (1983).